# Circo Aéreo
Circo Aéreo es un grupo con sedes en Finlandia y Francia, bajo la dirección artística de Maksim Komaro y Jani Nuutinen, quien funge como asesor artístico.  El grupo fue fundado en 1996 como parte del movimiento “new circus” y viaja constantemente alrededor del mundo. Algunos de sus miembros actuales son Ilona Jäntti, Antoni Klemm, Maksim Komaro y Denis Paumier.
Es uno de los circos finlandeses más activos de gira en el extranjero, haciendo presentaciones en teatros y festivales culturales en treinta países aproximadamente. Circo Aéreo ha sido destacado por el periódico francés “Le Monde” como “un homenaje brillante al circo” (Le Figaro, Francia), “mitad circo, mitad cabaret” (Le Monde, Francia) y “un cofre de tesoros repleto de las cosas de las cuales está hecho el circo, lleno de hermosas imágenes, trabajo en conjunto muy meticuloso y sorpresas muy ingeniosas” (Helsingin Sanomat, Finlandia). Circo Aéreo también ha organizado talleres para escuelas y artistas de circo, junto con otros proyectos educativos.
Con el fin de desarrollar el concepto del circo tradicional, el Circo Aéreo incorpora otras formas de arte en sus espectáculos, tales como elementos de teatro y danza, desempeñando la interacción con el público un papel importante. “Super 8” fue creado en el año 2004; en él se combinan trucos tradicionales de magia, vídeos en formato súper 8 y elementos de videojuegos. “Trippo” también fue creado en el 2004 dirigida a niños y se presenta principalmente en los países escandinavos Escandinavia y Francia.
En 2005, Circo Aéreo creó dos espectáculos en los cuales predomina la música. El primero se llamó el “Circo Louisiana”, coproducido por la Orquesta de Jazz UMO y en colaboración con Fritt Fall Rinne Radio, una banda finlandesa de electro-jazz. Esta producción estuvo integrada por seis artistas y veinte músicos, combinando circo con ambiente de cabaret.
En 2007, estrenaron dos espectáculos de danza aérea. El primero titulado “Piece for Two Ropes” con coreografía de Sanna Silvennoinen y el segundo llamado SKIN! con coreografía de Maksim Komaro, ambos con el objetivo de combinar el circo contemporáneo con la danza contemporánea. En producciones siguientes, artistas de diversos países, tradiciones y especialidades crearon sus propias variaciones de los movimientos originales. Desde el año 2007 Circo Aéreo ha trabajado con “Le Sirque–Pôle Cirque of Nexon” en la provincia francesa Limousin
La producción más reciente de Circo Aéreo es llamada "Espresso", que se lleva a cabo con el grupo francés de malabaristas Les Objets Volants. El espectáculo presenta cuatro artistas que crean escenas e historias en el suelo y en el aire, con malabares, danza y danza aérea, pero sin palabras. Según el director Maksim Komaro, Espresso es un recorrido a través de la historia del circo, siguiendo la experiencia propia de Komaro desde lo tradicional hasta al cabaret y el circo contemporáneo de Europa.   Espresso es uno de los mayores éxitos de Circo Aéreo.  Este fue el trabajo que elogió Helsingin Sanomat mientras que Le Monde dijo, “inteligencia y virtuosismo quedan grabados en las mágicas estampas.”
El espectáculo fue creado en 2006 y estuvo de gira por tres años alrededor de Europa especialmente en Parc de la Villette en París, en el Théâtre de Vidy-Lausanne en Suiza y en el Damascus Opera House en Siria. En el año 2009, tanto el espectáculo como el circo debutaron en Norteamérica realizando presentaciones en ocho estados del este de Estados Unidos. Este tour fue considerado importante para la apertura del mercado norteamericano a espectáculos menos tradicionales. 
En 2011, Circo Aéreo volvió al continente americano para representar Espresso en el Wabash College en Indiana, en la Brigham Young University en Utah y en el Festival Internacional Cervantino en Guanajuato, México.